# Geología
| Corteza oceánica (según su edad) 0-20 Ma 20-65 Ma >65 Ma | Corteza continental Escudos o cratones antiguos Plataformas (escudos con cobertera sedimentaria) Cadenas orogénicas Cuencas tecto-sedimentarias Provincias ígneas Corteza adelgazada (por extensión cortical) |

La geología (del griego γῆ /guê/, 'Tierra', y -λογία /-loguía/, 'tratado') es la ciencia natural que estudia la composición y estructura tanto interna como superficial del planeta Tierra, y los procesos por los cuales ha ido evolucionando a lo largo del tiempo geológico.
La misma comprende un conjunto de geociencias, así conocidas actualmente desde el punto de vista de su pedagogía, desarrollo y aplicación profesional. Ofrece testimonios esenciales para comprender la tectónica de placas, la historia de la vida a través de la paleontología, y cómo fue la evolución de esta, además de los climas del pasado. En la actualidad, la geología tiene una importancia fundamental en la exploración de yacimientos minerales (minería) y de hidrocarburos (petróleo y gas natural), y la evaluación de recursos hídricos subterráneos (hidrogeología). También tiene importancia fundamental en la prevención y entendimiento de fenómenos naturales como remoción de masas, en general terremotos, tsunamis, erupciones volcánicas, entre otros. Aporta conocimientos clave en la solución de problemas de contaminación medioambiental, y provee información sobre los cambios climáticos del pasado. Juega también un rol importante en la geotecnia y la ingeniería civil.
La geología incluye ramas como la geofísica, la tectónica, la geología estructural, la estratigrafía, la geología histórica, la hidrogeología, la geomorfología, la petrología y la edafología.
Aunque la minería y las piedras preciosas han sido objeto del interés humano a lo largo de la historia de la civilización, su desarrollo científico dentro de la ciencia de la geología no ocurrió hasta el siglo XVIII. El estudio de la Tierra, en especial la paleontología, floreció en el siglo XIX, y el crecimiento de otras disciplinas, como la geofísica con la teoría de las placas tectónicas en los años 60, que tuvo un impacto sobre las ciencias de la Tierra similar a la teoría de la evolución sobre la biología.
Por extensión, se aplica al estudio del resto de los cuerpos y materia del sistema solar (astrogeología o geología planetaria).

## Historia
La  historia de la geología estudia el desarrollo a lo largo de la historia de la geología como ciencia —que hoy se ocupa de la composición, estructura, historia y evolución de las capas internas y externas de la Tierra y de los procesos que la conforman—. La geología, como ciencia de la Tierra, comparte tronco común con muchas disciplinas que se han desgajado de ella, o compartido campo, como la paleontología, la vulcanología, la sismología o la geomorfología y por ello, parte de su historia es común con esas y algunas ramas más de la ciencia.
Algunos de los fenómenos geológicos más visibles —terremotos, volcanes y erosión— así como algunos temas de su estudio —rocas, minerales, menas y metales, piedras preciosas, fósiles— han interesado a la humanidad desde siempre. El primer vestigio de tal interés es una pintura mural que muestra una erupción volcánica en el Neolítico en Çatal Hüyük (Turquía) que data del milenio VI a. C.. La antigüedad se preocupó poco de la geología, y cuando lo hizo sus escritos apenas tuvieron influencia directa sobre la fundación de la geología moderna. El estudio de la materia física de la Tierra se remonta a la antiguos griegos, que conocían la erosión y el transporte fluvial de sedimentos, y cuyos conocimientos compendia Teofrasto (372-287 a. C.) en la obra Peri lithon [Sobre las rocas]. En la época romana, Plinio el Viejo escribió en detalle sobre los muchos minerales y metales que se utilizaban en la práctica, y señaló correctamente el origen del ámbar.
Algunos estudiosos actuales, como Fielding H. Garrison, opinan que la geología moderna comenzó en el mundo islámico medieval, cuando la noción de capa aparece explícitamente durante el período árabe clásico y de forma más clara en China, aunque esas contribuciones tampoco influyeron en el nacimiento de la geología moderna. Abu al-Rayhan al-Biruni (973-1048) fue uno de los primeros geólogos musulmanes, cuyos trabajos comprenden los primeros escritos sobre la geología de la India, con la hipótesis de que el subcontinente indio fue una vez un mar. El erudito islámico Avicena (981-1037) propuso una explicación detallada de la formación de las montañas y el origen de los terremotos, además de otros temas centrales de la geología moderna, que proporcionan una base esencial para el posterior desarrollo de esta ciencia. En China, el erudito Shen Kuo (1031-1095) formuló una hipótesis para el proceso de formación de la Tierra, y basándose en su observación de las conchas de los animales fósiles que aparecían en un estrato geológico en una montaña a cientos de kilómetros del mar, logró inferir que la Tierra se habría formado por la erosión de las montañas y por la deposición de sedimentos.
La misma situación continuó en Europa durante la Edad Media y el Renacimiento, sin que surgiera ningún paradigma, y estando los estudiosos divididos sobre la importante cuestión del origen de los fósiles. Durante los primeros siglos de exploración europea se inició una etapa de conocimientos mucho más detallados de los continentes y océanos. Los exploradores españoles y portugueses acumularon, por ejemplo, un detallado conocimiento del campo magnético terrestre y en 1596, Abraham Ortelius vislumbró ya la hipótesis de la deriva continental, precursora de la teoría de la tectónica de placas, comparando los perfiles de las costas de Sudamérica y de África.
Richard de Bury (1287-1345), en un libro titulado Philobiblon o Filobiblión [El amor a los libros], utilizó por primera vez el término geología, o ciencia terrenal. Sin embargo, no parece que el término fuese usado para definir una ciencia cuyo objeto de estudio fuese la Tierra, sino más bien el término ciencia terrenal aparece por oposición al término de teología u otros términos con connotaciones espirituales. El naturalista italiano Ulisse Aldrovandi (1522-1605) usó por primera vez la palabra geología con un sentido próximo al que tiene hoy, en un manuscrito encontrado después de su muerte. Consideró la geología como la ciencia que se ocupaba del estudio de los fósiles, pero hay que tener en cuenta que el término fósil incluía también en esa época los minerales y las rocas. Posteriormente, en 1657 apareció un trabajo de Mickel Pederson Eschilt, escrito en danés, y titulado Geologia Norwegica, en el que estudiaba un terremoto que afectó a la parte meridional de Noruega. En 1661, Robert Lovell (1630-1690), escribió Universal History of Minerals [Historia Universal de los Minerales], una de cuyas partes denominó con el nombre latinizado de Geología. Después esta palabra fue usada por Fabrizio Sessa en 1687, en su trabajo titulado Geologia -nella quale se spiega che la Terre e non le Stelle influisca né suaoi corpi terrestre, afirmando que «la geología es verdaderamente la que habla de la Tierra y de sus influencias». Erasmus Warren, en 1690, publicó un libro titulado Geologia or a Discourse concerning the Earth before the Deluge [Geología, o un discurso concerniente a la Tierra antes del diluvio]; no obstante, el término «Geología» aparece solamente en el título de la obra, no encontrándose después en el texto. La palabra Geología fue establecida definitivamente como un término de uso general en 1778 por Jean-André Deluc (1727-1817) y en 1779 por Horace-Bénédict de Saussure (1740-1799).
El nacimiento de la geología occidental moderna es difícil de fechar: Descartes, fue el primero en publicar una «teoría de la Tierra» en 1644; Nicolás Steno (1638-1686) publicó en 1669 un libro de 76 páginas que describía los principios fundamentales de la estratigrafía, el principio de la superposición de estratos, el principio de la horizontalidad original, y el principio de la continuidad lateral; en 1721, Henri Gautier, inspector de carreteras y puentes, publicó Nouvelles conjectures sur le globe de la terre, où l'on fait voir de quelle manière la terre se détruit journellement, pour pouvoir changer à l'avenir de figure... [Nuevas conjeturas sobre el globo de la tierra, donde se hace ver de que manera la tierra se destruye diariamente, para poder cambiar en el futuro de figura ...].
James Hutton, a menudo visto como el primer geólogo moderno, presentó en 1785 un documento titulado Theory of the Earth, with Proofs and Illustrations para la Sociedad Real de Edimburgo. En su ponencia, explicaba su teoría de que la Tierra debía de ser mucho más antigua de lo que se suponía, con el fin de tener el tiempo suficiente para que las montañas pudieran haber sido erosionadas y para que los sedimentos lograsen formar nuevas rocas en el fondo del mar, y estos a su vez aflorasen a la superficie para poder convertirse en tierra seca. Hutton publicó una versión en dos volúmenes de sus ideas en 1795. Los seguidores de Hutton fueron conocidos como plutonistas porque creían que algunas rocas se formaron por vulcanismo, que es la deposición de lava de los volcanes, a diferencia de los neptunistas, que creían que todas las rocas se habían formado en el seno de un gran océano cuyo nivel habría disminuido gradualmente con el tiempo. William Smith (1769-1839) dibujó algunos de los primeros mapas geológicos y comenzó el proceso de ordenar cronológicamente los estratos rocosos mediante el estudio de los fósiles contenidos en ellos, fundando, junto con Georges Cuvier y Alexandre Brongniart, la bioestratigrafía en los años 1800.
Charles Lyell publicó su famoso libro Principios de geología en 1830. El libro, que influyó en el pensamiento de Charles Darwin, promovió con éxito la doctrina del uniformismo. Esta teoría afirma que los procesos geológicos que han ocurrido a lo largo de la historia de la Tierra, aún se están produciendo en la actualidad. Por el contrario, el catastrofismo es la teoría que indica que las características de la Tierra se formaron en diferentes eventos individuales, catastróficos, y que la tierra se mantuvo sin cambios a partir de entonces. Aunque Hutton creyó en el uniformismo, la idea no fue ampliamente aceptada en el momento. En la década de 1750, la geología aún no estaba fundada como una ciencia, pero en la década de 1830 sí estaba definitivamente establecida y tenía sus propias sociedades científicas y publicaciones científicas.
Gran parte de la geología del siglo XIX giró en torno a la cuestión de la edad exacta de la Tierra. Las estimaciones variaban enormemente de unos pocos cientos de miles, a miles de millones de años. En el siglo XX, la datación radiométrica permitió que la edad de la Tierra se estimase en aproximadamente 2 millones de años. La conciencia de esta enorme cantidad de tiempo abrió la puerta a nuevas teorías sobre los procesos que dieron forma al planeta. Hoy en día se sabe que la Tierra tiene aproximadamente 4500 millones de años.

## Material geológico
La mayoría de los datos geológicos proceden de la investigación de los materiales sólidos de la Tierra. Los meteoritos y otros materiales naturales extraterrestres también se estudian con métodos geológicos.

### Mineral
Los minerales son elementos y compuestos naturales con una composición química homogénea definida y una composición atómica ordenada.
Cada mineral tiene propiedades físicas distintas, y hay muchas pruebas para determinar cada una de ellas. Los especímenes pueden someterse a las siguientes pruebas:
- Lustre: Calidad de la luz reflejada en la superficie de un mineral. Ejemplos: metálico, nacarado, ceroso, opaco.
- Color: Los minerales se agrupan por su color. La mayoría son de diagnóstico, pero las impurezas pueden cambiar el color de un mineral.
- Rayado: Se realiza rayando la muestra en un plato de porcelana. El color de la raya puede ayudar a nombrar el mineral.
- Dureza: La resistencia de un mineral al rayado.
- Patrón de rotura: Un mineral puede mostrar fractura o escisión, siendo la primera una rotura de superficies desiguales, y la segunda una rotura a lo largo de planos paralelos muy espaciados.
- Peso específico: el peso de un volumen específico de un mineral.
- Efervescencia: Consiste en hacer gotear ácido clorhídrico sobre el mineral para comprobar la efervescencia.
- Magnetismo: Consiste en utilizar un imán para comprobar el magnetismo.
- Sabor: Los minerales pueden tener un sabor distintivo, como la halita (que sabe a sal de mesa).

### Roca

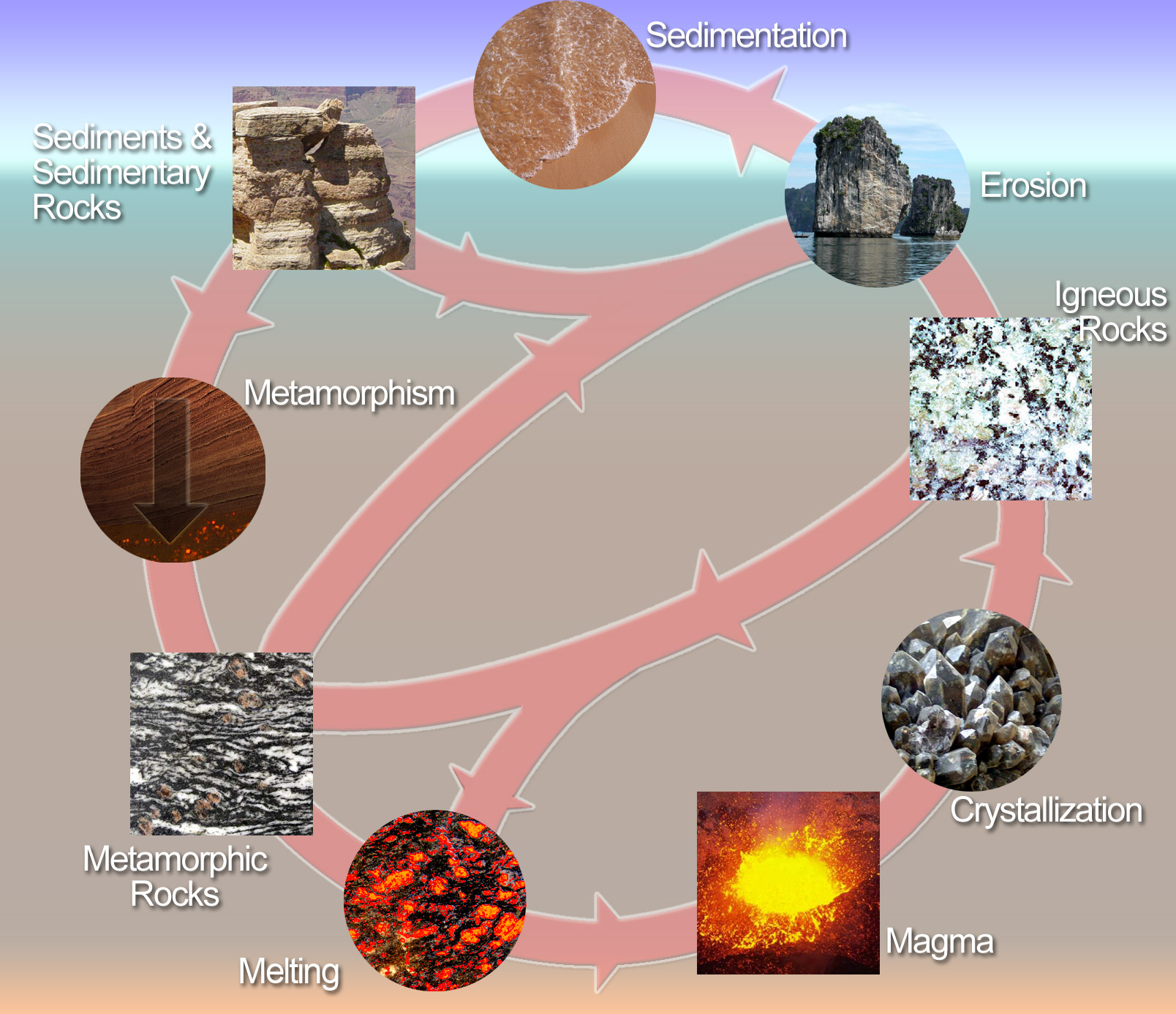
El ciclo de las rocas muestra la relación entre ígneas, sedimentarias y metamórficas roca.

Una roca es cualquier masa sólida de origen natural o agregado de minerales o mineraloide. La mayor parte de la investigación en geología está asociada al estudio de las rocas, ya que proporcionan el registro primario de la mayor parte de la historia geológica de la Tierra. Existen tres tipos principales de rocas: ígneas, sedimentarias y metamórficas. El ciclo de las rocas ilustra las relaciones entre ellas (ver diagrama).
Cuando una roca se solidifica o cristaliza a partir de un fundido (magma o lava), es una roca ígnea. Esta roca puede ser meteorizada y erosionada, luego redepositada y litificada en una roca sedimentaria. A continuación, puede convertirse en una roca metamórfica mediante calor y presión que cambian su contenido de minerales, dando lugar a una conformación característica. Los tres tipos pueden volver a fundirse y, cuando esto ocurre, se forma un nuevo magma, a partir del cual puede volver a solidificarse una roca ígnea.
La materia orgánica, como el carbón, el betún, el petróleo y el gas natural, está ligada principalmente a las rocas sedimentarias ricas en materia orgánica.

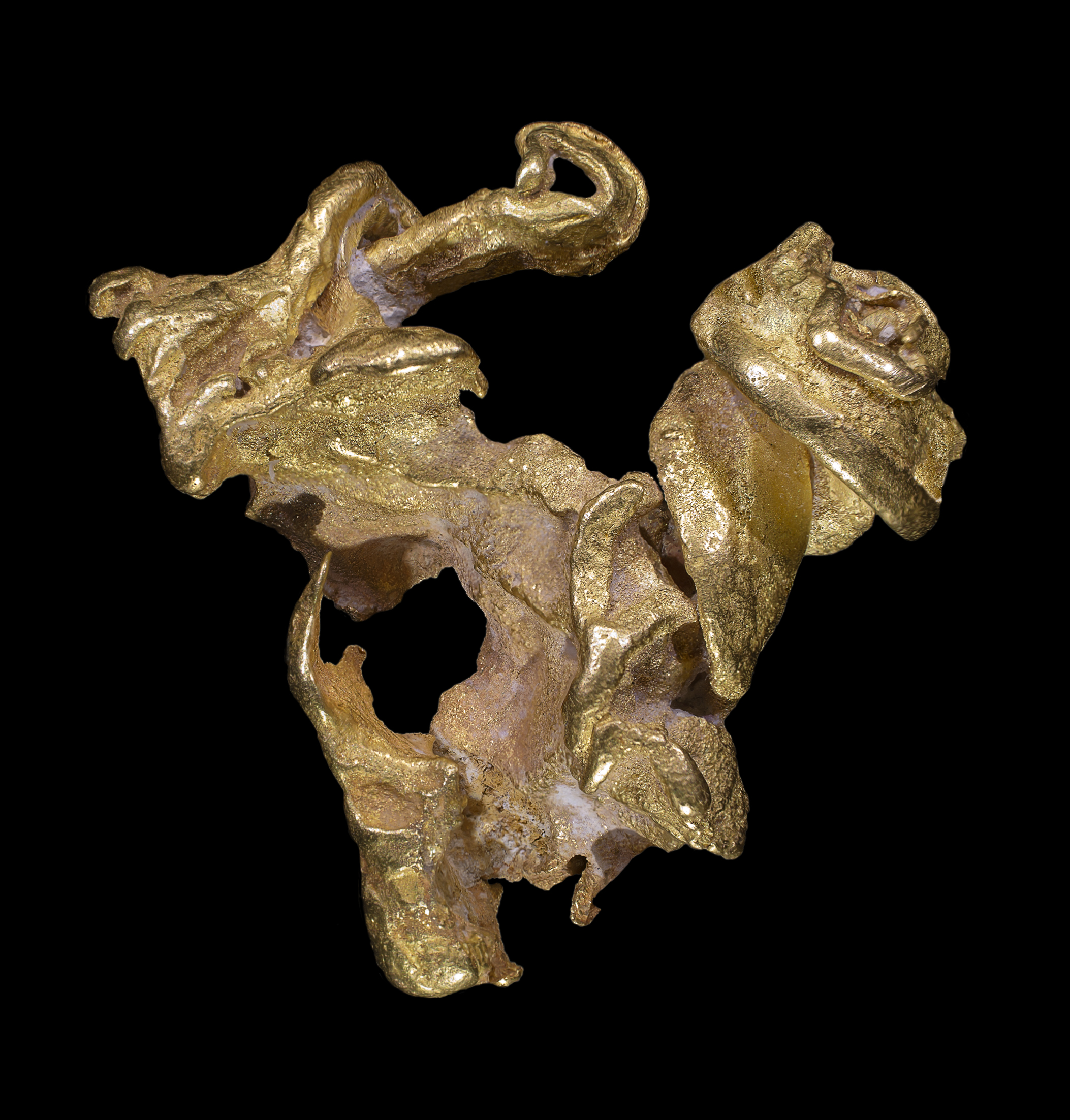
Oro nativo de Venezuela.

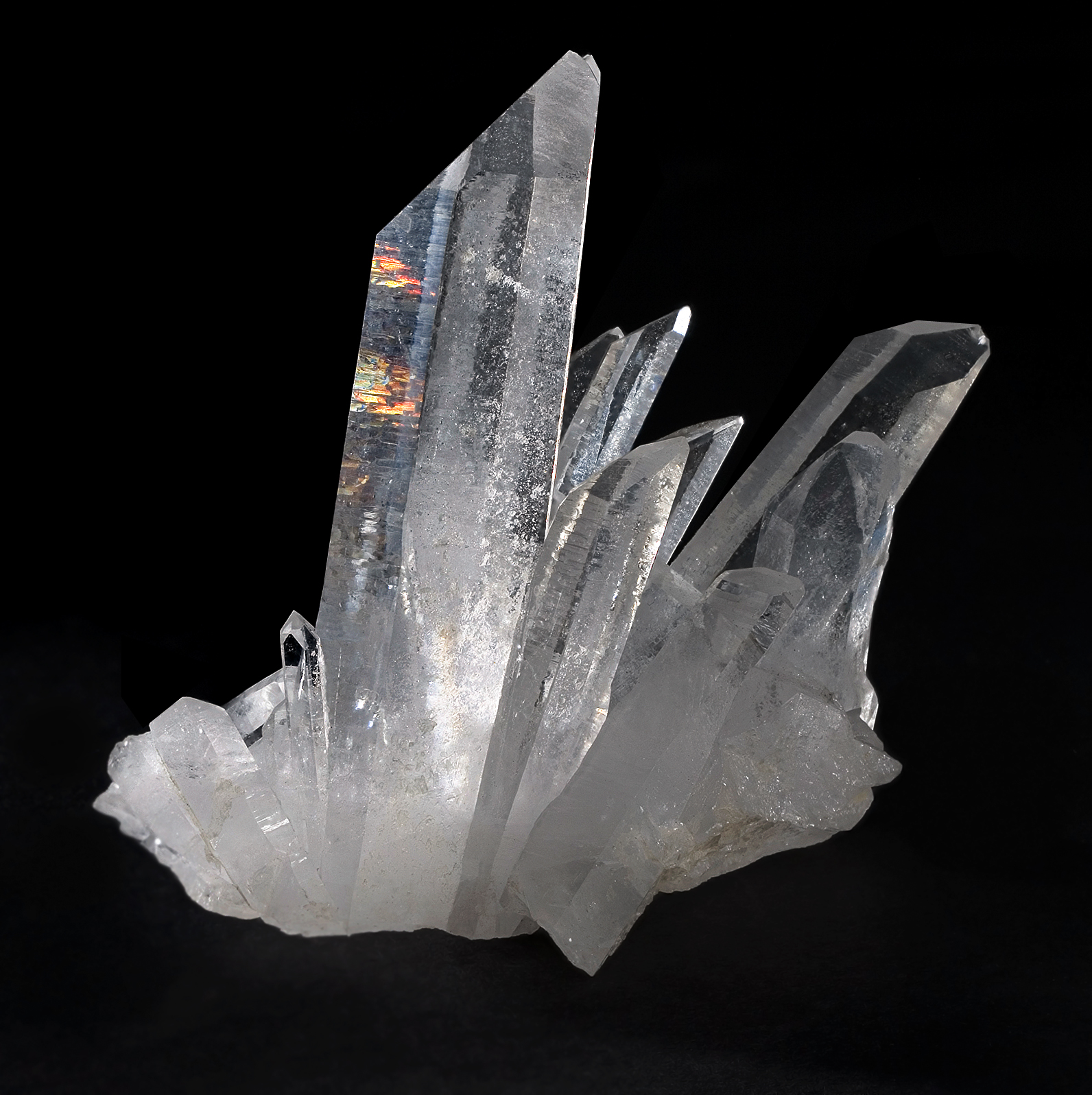
Cuarzo del Tíbet. El cuarzo constituye más del 10% de la corteza terrestre en masa.

Para estudiar los tres tipos de roca, los geólogos evalúan los minerales que las componen y sus otras propiedades físicas, como la textura y la fábrica.

### Material no litificado
Los geólogos también estudian los materiales no litificados (denominados depósitos superficiales) que se encuentran por encima de la roca madre. Este estudio suele conocerse como geología cuaternaria, por el periodo cuaternario de la historia geológica, que es el periodo más reciente del tiempo geológico.

#### Magma
El magma es la fuente original no litificada de todas las rocas ígneas. El flujo activo de roca fundida se estudia detenidamente en la vulcanología, y la petrología ígnea tiene como objetivo determinar la historia de las rocas ígneas desde su fuente original fundida hasta su cristalización final.

## Tiempo geológico
El tiempo geológico abarca toda la historia de la Tierra y se mide por medio de una escala del tiempo geológica (GTS de sus siglas en inglés Geological Time Scale). Esta escala de tiempo geológico se basa en la Tabla Cronoestratigráfica Internacional que divide las rocas de la corteza terrestre en unidades cronoestratigráficas, que son unidades de roca internacionales ordenadas según su tiempo relativo de formación, en las que quedaron registradas los acontecimientos más importantes de la historia de la Tierra y de la vida que son los hitos que marcan las subdivisiones de la Tabla y por tanto del tiempo geológico. La escala del tiempo geológico indica que la edad aproximada de la Tierra es de 4567 millones de años, edad obtenida con base en dataciones de los primeros materiales acrecionados del sistema solar, al comienzo eón Hádico, eón considerado informal debido a que es la única unidad de tiempo geológico para el que no hay ningún registro en rocas de la Tierra El tiempo actual, o presente, pertenece a la más reciente división de la escala, la Edad Megalayense, que se inició hace 4200 años antes del presente y está incluida en la Época Holoceno del Periodo Cuaternario.

### Hitos importantes
- 4600 millones de años: Formación del sistema solar.[15]
- 4.54 Ga: Formación de la Tierra.
- c. 4 Ga: Fin del Bombardeo intenso tardío, primeras evidencias de vida.[16]
- c. 3.5 Ga: Inicio de la Fotosíntesis.
- c. 2.3 Ga: Atmósfera oxigenada, primera Glaciación global[16]* 730–635 Ma: segunda Glaciación global.[17]
- 542± 0.3 Ma: Explosión cámbrica – Gran multiplicación de organismos vivos; primer registro fósil en abundancia; inicio del Paleozoico.[18]
- c. 380 Ma: Primeros vertebrados terrestres.[19]
- 250 Ma: Extinción masiva del Pérmico-Triásico[20]– Al menos el 90 % de todos los animales en tierra mueren; fin del Paleozoico y comienzo del Mesozoico.
- 65 Ma: Extinción masiva del Cretácico-Terciario – Desaparecen los dinosaurios; fin del Mesozoico y comienzo del Cenozoico.[21]
- c. 7 Ma: Aparición de los homínidos.[22]
- 3.9 Ma: Aparición del Australopithecus, ancestro directo del Homo sapiens.[23]
- 200 ka: Aparición del primer Homo sapiens moderno en el Este de África.[23]

## Métodos de datación

### Dataciones relativas

Las relaciones de secciones transversales se pueden utilizar para determinar las edades relativas de los estratos rocosos y otras estructuras geológicas. Explicaciones: A - estratos de roca plegados cortados por una falla de empuje ; B - gran intrusión (cortando A); C - discordancia angular erosiva (cortando A y B) en la que se depositaron los estratos rocosos; D - dique volcánico (atravesando A, B y C); E - estratos rocosos aún más jóvenes (superpuestos C y D); F - falla normal (cortando A, B, C y E).

Los métodos para la datación relativa se desarrollaron cuando la geología surgió por primera vez como ciencia natural. Los geólogos todavía utilizan los siguientes principios en la actualidad como un medio para proporcionar información sobre la historia geológica y el momento de los eventos geológicos.
- El principio del uniformismo establece que los procesos geológicos observados en funcionamiento que modifican la corteza terrestre en la actualidad han funcionado de manera muy parecida a lo largo del tiempo geológico.[24] Un principio fundamental de la geología propuesto por el médico y geólogo escocés del siglo XVIII James Hutton es que "el presente es la clave del pasado". En palabras de Hutton: "la historia pasada de nuestro globo debe explicarse por lo que se puede ver que está sucediendo ahora".[25]
- El principio de las relaciones intrusivas se refiere a las intrusiones transversales. En geología, cuando unaintrusión ígnea atraviesa una formación de roca sedimentaria , se puede determinar que la intrusión ígnea es más joven que la roca sedimentaria. Los diferentes tipos de intrusiones incluyen cepas , lacolitos , batolitos , umbrales y diques .
- El principio de relaciones transversales se refiere a la formación de fallas y la antigüedad de las secuencias por las que cortan. Las fallas son más jóvenes que las rocas que cortan; en consecuencia, si se encuentra una falla que penetra algunas formaciones pero no las que están encima de ella, entonces las formaciones que se cortaron son más antiguas que la falla, y las que no se cortan deben ser más jóvenes que la falla. Encontrar la plataforma clave en estas situaciones puede ayudar a determinar si la falla es una falla normal o una falla de empuje.[26]
- El principio de inclusiones y componentes establece que, con rocas sedimentarias, si se encuentran inclusiones (o clastos ) en una formación, entonces las inclusiones deben ser más antiguas que la formación que las contiene. Por ejemplo, en las rocas sedimentarias, es común que la grava de una formación más antigua se rompa y se incluya en una capa más nueva. Una situación similar con las rocas ígneas ocurre cuando se encuentran xenolitos . Estos cuerpos extraños se recogen como flujos de magma o lava, y se incorporan para luego enfriar en la matriz. Como resultado, los xenolitos son más antiguos que la roca que los contiene.

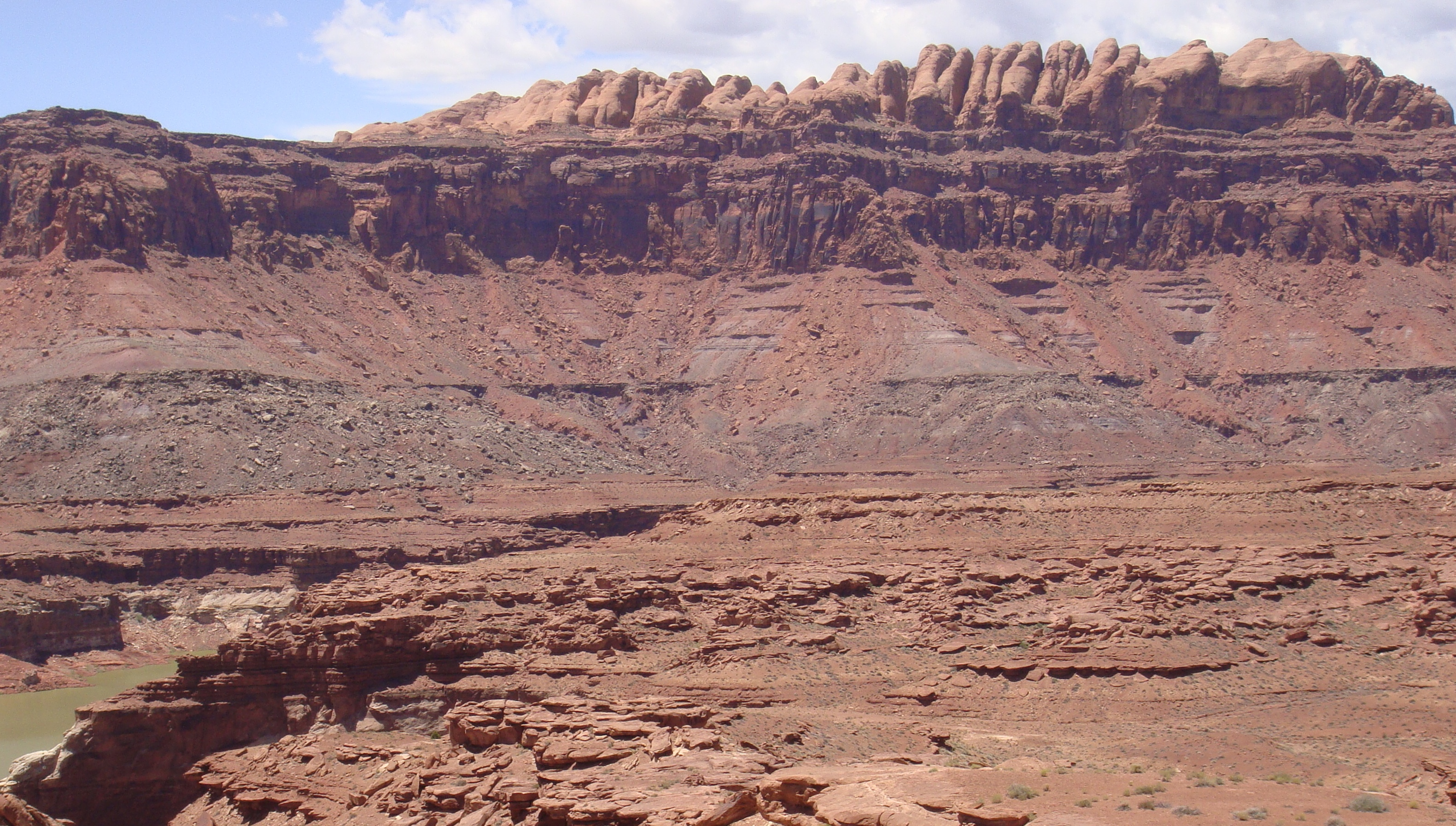
La estratigrafía del Pérmico al Jurásico del área de la meseta de Colorado en el sureste de Utah es un ejemplo tanto de la horizontalidad original como de la ley de superposición. Estos estratos componen gran parte de las famosas formaciones rocosas prominentes en áreas protegidas muy espaciadas como el parque nacional Capitol Reef y el parque nacional Canyonlands. De arriba abajo: Cúpulas redondeadas de color canela de la Arenisca Navajo, Formación Kayenta roja estratificada, Arenisca Wingate roja, formando acantilados, articulada verticalmente, Formación Chinle violácea, formadora de pendientes, Formación Moenkopi de color rojo claro en capasy arenisca blanca de la Formación Cutler en capas. Imagen del área recreativa nacional de Glen Canyon, Utah.

- El principio de horizontalidad original establece que la deposición de sedimentos ocurre como lechos esencialmente horizontales. La observación de sedimentos marinos y no marinos modernos en una amplia variedad de entornos apoya esta generalización (aunque los estratos cruzados están inclinados, la orientación general de las unidades con estratos cruzados es horizontal).[26]
- El principio de superposición establece que una capa de roca sedimentaria en una secuencia tectónicamente inalterada es más joven que la que está debajo y más vieja que la que está encima. Lógicamente, una capa más joven no puede deslizarse debajo de una capa previamente depositada. Este principio permite que las capas sedimentarias se vean como una forma de la línea de tiempo vertical, un registro parcial o completo del tiempo transcurrido desde la deposición de la capa más baja hasta la deposición del lecho más alto.[26]
- El principio de sucesión faunística se basa en la aparición de fósiles en rocas sedimentarias. Como los organismos existen durante el mismo período en todo el mundo, su presencia o (a veces) ausencia proporciona una edad relativa de las formaciones donde aparecen. Basado en principios que William Smith estableció casi cien años antes de la publicación de la teoría de la evolución de Charles Darwin , los principios de sucesión se desarrollaron independientemente del pensamiento evolutivo. El principio se vuelve bastante complejo, sin embargo, dadas las incertidumbres de la fosilización, la localización de los tipos de fósiles debido a los cambios laterales en el hábitat ( cambio de facies en los estratos sedimentarios) y que no todos los fósiles se formaron globalmente al mismo tiempo.[27]

### Dataciones absolutas

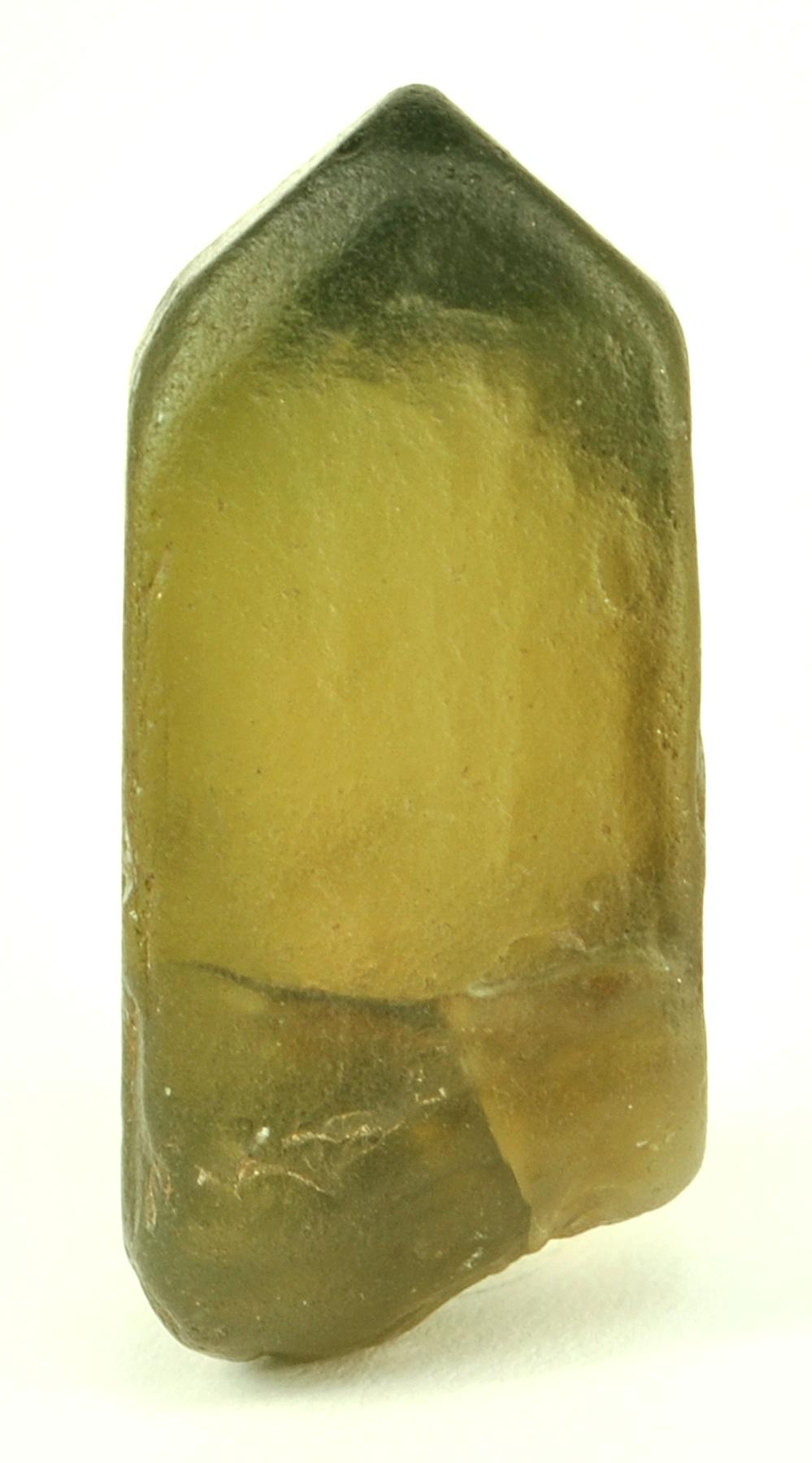
El circón mineral se utiliza a menudo en la datación radiométrica.

Los geólogos también usan métodos para determinar la edad absoluta de muestras de rocas y eventos geológicos. Estas fechas son útiles por sí solas y también pueden usarse junto con métodos de datación relativa o para calibrar métodos relativos.
A principios del siglo XX, el avance de la ciencia geológica se vio facilitado por la capacidad de obtener fechas absolutas precisas de los eventos geológicos utilizando isótopos radiactivos y otros métodos. Esto cambió la comprensión del tiempo geológico. Anteriormente, los geólogos solo podían usar fósiles y correlación estratigráfica para fechar secciones de roca entre sí. Con las fechas isotópicas, fue posible asignar edades absolutas a las unidades de roca, y estas fechas absolutas podrían aplicarse a secuencias fósiles en las que había material datable, convirtiendo las edades relativas antiguas en nuevas edades absolutas.
Para muchas aplicaciones geológicas, las proporciones de isótopos de elementos radiactivos se miden en minerales que dan la cantidad de tiempo que ha pasado desde que una roca pasó por su temperatura de cierre particular , el punto en el que los diferentes isótopos radiométricos dejan de difundirse dentro y fuera de la red cristalina. Estos se utilizan en estudios geocronológicos y termocronológicos. Los métodos comunes incluyen la datación por uranio-plomo, datación por potasio-argón, datación por argón-argón y datación por uranio-torio. Estos métodos se utilizan para una variedad de aplicaciones. Dataciones de las capas de lava y cenizas volcánicas que se encuentran dentro de una secuencia estratigráfica pueden proporcionar datos de edad absoluta para las unidades de rocas sedimentarias que no contienen isótopos radiactivos y calibran las técnicas de datación relativa. Estos métodos también se pueden utilizar para determinar las edades de emplazamiento de plutones. Se pueden utilizar técnicas termoquímicas para determinar los perfiles de temperatura dentro de la corteza, la elevación de las cadenas montañosas y la paleo-topografía.
El fraccionamiento de los elementos de la serie de lantánidos se utiliza para calcular las edades desde que se eliminaron las rocas del manto.
Se utilizan otros métodos para eventos más recientes. La luminiscencia estimulada ópticamente y la datación por radionúclidos cosmogénicos se utilizan para datar superficies y/ o tasas de erosión. La dendrocronología también se puede utilizar para la datación de paisajes. La datación por radiocarbono se utiliza para materiales geológicamente jóvenes que contienen carbono orgánico.

## Estructura global de la Tierra

### Tectónica de placas

La convergencia oceánica-continental que da lugar a subducción y arco volcánico ilustra un efecto de la tectónica de placas.

Las principales placas tectónicas de la Tierra.

En la década de 1960 se descubrió que la litosfera de la Tierra, que incluye la costra y la parte superior rígida del manto superior, está separada en placas tectónicas que se mueven a través del manto superior sólido plástico deformable, que se denomina astenosfera. Esta teoría se apoya en varios tipos de observaciones, como la propagación del fondo marino y la distribución global del terreno montañoso y la sismicidad.
Existe un íntimo acoplamiento entre el movimiento de las placas en la superficie y la convección del manto (es decir, la transferencia de calor causada por el lento movimiento de la roca dúctil del manto). Así, las placas oceánicas y las corrientes de convección del manto adyacentes se mueven siempre en la misma dirección, porque la litosfera oceánica es en realidad la capa límite térmica superior rígida del manto convectivo. Este acoplamiento entre las placas rígidas que se mueven en la superficie de la Tierra y el manto convectivo se denomina tectónica de placas.

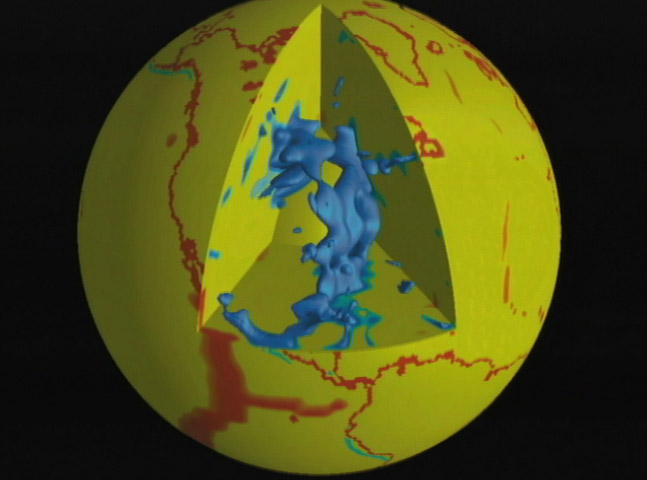
En este diagrama basado en la tomografía sísmica, las slabs subductoras están en azul y los márgenes continentales y algunos límites de placas están en rojo. La mancha azul de la sección de corte es la Placa de Farallón, que está subyaciendo bajo América del Norte. Los restos de esta placa en la superficie de la Tierra son la Placa de Juan de Fuca y la Placa Exploradora, ambas en el noroeste de Estados Unidos y el suroeste de Canadá, y la Placa de Cocos en la costa oeste de México.

El desarrollo de la tectónica de placas ha proporcionado una base física para muchas observaciones de la Tierra sólida. Las largas regiones lineales de características geológicas se explican como límites de placas.
Por ejemplo:
- Dorsales medio oceánicas, regiones elevadas en el fondo marino donde existen respiraderos hidrotermales y volcanes, se ven como bordes divergentes, donde dos placas se separan.
- Los arcos volcánicos y los terremotos se consideran límites convergentes, en los que una placa subduce, o se mueve, bajo otra.

Los bordes transformantes, como el sistema de falla de San Andrés, dieron lugar a potentes terremotos generalizados. La tectónica de placas también ha proporcionado un mecanismo para la teoría de Alfred Wegener sobre la deriva continental, en la que los continentes se mueven por la superficie de la Tierra a lo largo del tiempo geológico. También proporcionaron una fuerza motriz para la deformación de la corteza, y un nuevo escenario para las observaciones de la geología estructural. El poder de la teoría de la tectónica de placas radica en su capacidad para combinar todas estas observaciones en una única teoría sobre cómo se mueve la litosfera sobre el manto convectivo.

### Estructura de la Tierra

La estructura en capas de la Tierra. (1) núcleo interno; (2) núcleo externo; (3) manto inferior; (4) manto superior; (5) litosfera; (6) corteza (parte de la litosfera).

Estructura de capas de la Tierra. Las trayectorias típicas de las ondas de los terremotos, como éstas, permitieron a los primeros sismólogos comprender la estructura estratificada de la Tierra.

Los avances en sismología, modelización numérica y mineralogía y cristalografía a altas temperaturas y presiones permiten conocer la composición y estructura internas de la Tierra.
Los sismólogos pueden utilizar los tiempos de llegada de las ondas sísmicas para obtener imágenes del interior de la Tierra. Los primeros avances en este campo mostraron la existencia de un núcleo externo líquido (donde las ondas de corte no podían propagarse) y un núcleo interno sólido y denso. Estos avances condujeron al desarrollo de un modelo estratificado de la Tierra, con una corteza y una litosfera en la parte superior, el manto por debajo (separado en su interior por discontinuidades sísmicas a 410 y 660 kilómetros), y el núcleo externo y el núcleo interno por debajo. Más recientemente, los sismólogos han podido crear imágenes detalladas de las velocidades de las ondas en el interior de la Tierra, del mismo modo que un médico obtiene imágenes de un cuerpo en una tomografía. Estas imágenes han permitido obtener una visión mucho más detallada del interior de la Tierra y han sustituido el modelo simplificado de capas por un modelo mucho más dinámico.
Los mineralogistas han podido utilizar los datos de presión y temperatura de los estudios sísmicos y de modelización junto con el conocimiento de la composición elemental de la Tierra para reproducir estas condiciones en entornos experimentales y medir los cambios en la estructura cristalina. Estos estudios explican los cambios químicos asociados a las principales discontinuidades sísmicas del manto y muestran las estructuras cristalinas esperadas en el núcleo interno de la Tierra.

## Ramas de la geología

### Cristalografía
La cristalografía es la ciencia que estudia los cristales. La mayoría de los minerales, compuestos orgánicos y numerosos materiales, adoptan estructuras cristalinas cuando se han producido las condiciones favorables. Originalmente el estudio de la cristalografía incluía el estudio del crecimiento y la geometría externa de estos cristales, pasando posteriormente al estudio de su estructura interna y de su composición química. Los estudios de la estructura interna se apoyan fuertemente en el análisis de los patrones de difracción que surgen de una muestra cristalina al irradiarla con un haz de rayos X, neutrones o electrones. La estructura cristalina también se puede estudiar por medio de microscopía electrónica. Uno de sus objetivos es conocer la posición relativa de los átomos, iones y moléculas que los constituyen y sus patrones de repetición o empaquetamiento, es decir, su estructura tridimensional.
La disposición de los átomos en un cristal se puede conocer por difracción de rayos X, de neutrones o electrones. La química cristalográfica estudia la relación entre la composición química, la disposición de los átomos y las fuerzas de enlace entre estos. Esta relación determina propiedades físicas y químicas de los minerales.
Cuando las condiciones son favorables, cada elemento o compuesto químico tiende a cristalizarse en una forma definida y característica. Así, la sal común tiende a formar cristales cúbicos, mientras que el granate, que a veces forma también cubos, se encuentra con más frecuencia en dodecaedros o triaquisoctaedros. A pesar de sus diferentes formas de cristalización, la sal y el granate cristalizan siempre en la misma clase y sistema.
En teoría son posibles treinta y dos clases cristalinas, pero solo una docena incluye prácticamente a todos los minerales comunes y algunas clases nunca se han observado. Estas treinta y dos clases se agrupan en seis sistemas cristalinos, caracterizados por la longitud y posición de sus ejes. Los minerales de cada sistema comparten algunas características de simetría y forma cristalina, así como muchas propiedades ópticas importantes.

### Espeleología
La espeleología (del griego σπηλαιου spelaiou que significa «cueva» y -logía, tratado) es la práctica de explorar y/o estudiar las cavidades naturales del subsuelo. A partir de sus raíces griegas, se considera a la espeleología como el estudio científico que, apoyado en la geología, analiza el desarrollo, evolución y formaciones geológicas de las cavidades naturales (espeleotemas o espeleolitos). En ella se investigan, cartografían y catalogan todo tipo de descubrimientos en cavernas. Desde el punto de vista geológico, forma parte de la geomorfología y sirve de apoyo a la hidrogeología.
Se pueden distinguir varios tipos de espeleología, y no necesariamente está ligado a la investigación, ni estudio como lo indican sus raíces griegas. Existen diversos tipos de espeleología como lo son los recorridos turísticos (espeleoturismo), la espeleología técnica-deportiva, espeleorrescate (o espeleosocorro), espeleología científica, entre otros. Además, la espeleología se puede clasificar también según el tipo de cavidad en que se desarrollan. La geología con sus subdivisiones (geomorfología, hidrogeología, etc.) es considerada una de las principales ciencias del karst.
La espeleología oferta multitud de atractivos, tanto lúdicos como científicos a diversos niveles, lo que hace de ella una actividad muy completa. Los espeleólogos intervienen asimismo en el rescate en cavidades, denominado espeleosocorro. Se considera a menudo un deporte, como anunciaba Noel Llopis Lladó en 1954, que la auténtica espeleología peligraba, ya que existía un «confusionismo» entre el deporte (espeleismo) y la ciencia (espeleología).
Se ha propuesto que aquellas ocasiones en que su práctica se asemeja más bien a un deporte, sería más apropiado denominarla espeleísmo; aunque, no deja de tener sus orígenes en una ciencia que estudia la morfología de las cavidades naturales del subsuelo. Se investiga, se topografía y se catalogan todo tipo de descubrimientos subterráneos. Es más, la espeleología es una ciencia en la que se hallan implicadas varias otras: la formación y las características de las cavidades interesan a los geógrafos y geólogos; los cursos subterráneos de agua a los hidrólogos; la fauna (más variada y numerosa de lo que se cree) a los bioespeleólogos; los vestigios del hombre prehistórico a los antropólogos y arqueólogos y los fósiles de animales a los paleontólogos, etc.
La espeleología se encuentra ligada a la geología, la biología, la antropología, la topografía, la paleoclimatología y otras, por esto debe considerarse como una aplicación de varias ciencias y no como una ciencia per se, además, la espeleología también puede realizarse sin intenciones científicas ni académicas, como el espeleoturismo, espeleología técnica-deportiva, espeleosocorro, entre otras. Por todo eso, la definición actual sobrepasa el origen griego que se le dio «estudio de las cuevas».

### Geología del petróleo
La geología del petróleo es la rama de la geología que estudia todos los aspectos relacionados con la formación de yacimientos petrolíferos y su prospección. Entre sus objetivos están la localización de posibles yacimientos, caracterizar su geometría espacial y la estimación de sus reservas potenciales.
En la geología del petróleo se combinan diversos métodos o técnicas exploratorias para seleccionar las mejores oportunidades o plays para encontrar hidrocarburos (petróleo y gas natural).

### Geología económica
La geología económica es la rama de la geología que estudia las rocas con el fin de encontrar depósitos minerales que puedan ser explotados con un beneficio práctico o económico. El geólogo económico se encarga de hacer todos los estudios necesarios para poder encontrar las rocas o minerales que puedan ser potencialmente explotados. La explotación de estos recursos se conoce como minería.
La búsqueda de dichas materias ha dado origen a viajes de descubrimiento y colonización de nuevas tierras; su propiedad ha determinado la supremacía comercial o política, y ha sido causa de luchas y guerras. En la búsqueda de estas sustancias minerales se ha ido acumulando gradualmente un caudal de conocimientos sobre su distribución, carácter y lugares donde se encuentran, así como sobre sus usos, y este caudal de conocimientos ha llevado a la formación de teorías sobre su origen.
Los recursos minerales tienen una gran importancia en la vida diaria del hombre actual, ya que estos proveen muchos elementos básicos que ayudan a hacer más fácil la vida moderna y que nos permiten tener calefacción, electricidad, llenar el depósito de combustible de nuestros vehículos, hacer abonos para fertilizar nuestras tierras, obtener materiales para construir viviendas y edificios, producir medicamentos, accesorios, etc.
Los estudios de geología económica o de prospección, se hacen mediante la evaluación geológica de la zona de interés y se complementan con estudios asociados de otras ramas de la geología como la geoquímica, geología estructural, geofísica, sedimentologia, que nos permiten conocer más a fondo el potencial mineralógico y hacer la delimitación y cuantificación de la fuente de material. 
Para que un depósito se pueda considerar económico, debe haber una disponibilidad suficiente de material en el mismo para que sea rentable o justificable su explotación, ya que la inversión necesaria para el desarrollo minero es generalmente considerable. 
La «ley» de un depósito metálico es la relación de cantidad de roca que se requiere para producir una unidad del mineral; por ejemplo, una mina de oro con una ley de 1 g/t requiere de la extracción de una tonelada de mineral para obtener 1 gramo de oro. La rentabilidad del depósito mineral es fuertemente dependiente del precio del mineral o elemento extraído y los costos de producción. En la actualidad, con altos precios de la mayoría de los metales, muchas minas o proyectos que no eran rentables han sido puestos en producción nuevamente.
Aunque normalmente se hace hincapié en yacimientos o depósitos de minerales metálicos (oro, cobre, aluminio, etc.) los depósitos de minerales no-metálicos son de gran importancia en el desarrollo de los países. Elementos como el petróleo, calizas, gravas y otros materiales de construcción son de gran importancia, especialmente en países en vías de desarrollo.
Los depósitos minerales no son infinitos y por lo tanto su explotación se debe hacer en forma racional dentro de un esquema de sostenibilidad para que no se agoten antes de tiempo y evitar que futuras generaciones queden desprovistas de estos recursos. Este aspecto es muy importante para los depósitos de agua potable, ya que este es un recurso vital y cada vez más escaso por la sobreexplotación, la contaminación y otras causas externas como las quemas y la deforestación.

### Gemología
La gemología es la rama de la mineralogía y de la geología que se dedica al estudio, identificación, análisis y evaluación de las piedras preciosas o gemas. Una tarea central de la gemología es poner a disposición métodos y procedimientos rigurosos que permitan distinguir las gemas naturales de sus imitaciones y versiones sintéticas. Entre estos procedimientos se cuentan las mediciones realizadas con distintos instrumentos y aparatos (por ejemplo, mediciones cristalográficas y fotométricas, microscopía, espectroscopía, análisis de difracción por rayos X, etc.). Se trata, por tanto, de una disciplina científica que no guarda ninguna relación con las prácticas esotéricas que asignan significados o supuestas propiedades terapéuticas a las gemas.
Debido al valor de las piezas estudiadas, prescinde de aquellos métodos mineralógicos que requieren de la extracción de muestras y utiliza solo aquellos procedimientos que las conservan intactas.
El gemólogo debe conocer varias disciplinas como: cristalografía, óptica, matemáticas, cristaloquímica, química analítica, síntesis e imitación de gemas, entre otras.

### Geología histórica
La geología histórica es la rama de la geología que estudia las transformaciones que ha experimentado la Tierra desde su formación, hace unos 4570 millones de años, hasta el presente.

### Astrogeología
La astrogeología, también llamada geología planetaria o exogeología, es la ciencia que estudia la geología de los cuerpos celestes —planetas y sus lunas, asteroides, cometas y meteoritos. 
Los científicos astrogeólogos han acuñado el término cuerpo planetario para designar a todos los cuerpos que cumplan con los siguientes criterios: 
1. Ser lo suficientemente masivos como para que la gravedad haga efecto y el cuerpo sea esférico.
2. Orbitar alrededor de una estrella o remanente de ésta (agujeros negros, estrellas de neutrones, enanas blancas).
3. Haber limpiado la vecindad de su órbita; es decir una dominancia orbital, significando que es el cuerpo dominante y que no hay otros cuerpos de tamaño comparable con excepción de  objetos bajo su influencia gravitacional.

Plutón solo cumple dos de estos tres criterios y por eso es considerado «planeta enano». Esta definición abarca tanto a planetas como a satélites, que son geológicamente iguales.
Eugene Shoemaker, quien introdujo la rama de astrogeología en el Servicio Geológico de los Estados Unidos, realizó importantes contribuciones en el campo y en el estudio de los cráteres de impacto, ciencia lunar, asteroides y cometas.
El envío de sondas espaciales a los diversos cuerpos planetarios de nuestro sistema solar a partir de los años sesenta está proporcionando valiosos datos, de cuyo análisis se deriva una revolución en el conocimiento geológico de nuestro propio planeta, acerca de cómo se formó y cual será el futuro que le espera. Así, la finalidad de la astrogeología es conocer la evolución de los planetas.

### Geología regional
La geología regional es la rama de geología que estudia la configuración geológica de cada continente, país, región o de zonas determinadas de la Tierra.

### Geomorfología
La geomorfología es una rama de la geografía y de la geología que tiene como objetivo el estudio de las formas de la superficie terrestre enfocado en describirlas, entender su génesis y su actual comportamiento.
Por su campo de estudio, la geomorfología tiene vinculaciones con otras ciencias. Uno de los modelos geomorfológicos más popularizados explica que las formas de la superficie terrestre son el resultado de un balance dinámico —que evoluciona en el tiempo— entre procesos constructivos y destructivos, dinámica que se conoce de manera genérica como ciclo geográfico.
La geomorfología se centra en el estudio de las formas del relieve, pero dado que estas son el resultado de la dinámica litosférica que en general integra, como insumos, conocimientos de otras ramas de la Geografía física, tales como la climatología, la hidrografía, la pedología, la glaciología, y también de otras ciencias, para abarcar la incidencia de fenómenos biológicos, 

### Geoquímica
La geoquímica es la ciencia —una especialidad de las ciencias de la Tierra— que utiliza las herramientas y los principios de la química y de la geología para explicar los mecanismos detrás de los principales sistemas geológicos, como la corteza terrestre y sus océanos.: 1  El reino de la geoquímica se ha extendido más allá de la Tierra, abarcando todo el sistema solar y ha hecho importantes contribuciones a la comprensión de una serie de procesos que incluyen la convección del manto, la formación de planetas y los orígenes del granito y del basalto.: 1 
Estudia la composición y dinámica de los elementos químicos en la Tierra, determinando su abundancia absoluta y relativa y su distribución. También estudia la migración de esos elementos entre las diferentes geósferas —litósfera, hidrósfera, atmósfera y biósfera— utilizando como principales evidencias las transformaciones de las rocas y de los minerales que componen la corteza terrestre, con el propósito de establecer leyes sobre las que se base su distribución.

### Geofísica
La geofísica es la ciencia que estudia la Tierra desde el punto de vista de la física. Su objeto de estudio abarca todos los fenómenos relacionados con la estructura, condiciones físicas e historia evolutiva de la Tierra. Al ser una disciplina principalmente experimental, usa para su estudio métodos cuantitativos físicos como la física de reflexión y refracción de ondas mecánicas, y una serie de métodos basados en la medida de la gravedad, de campos electromagnéticos, magnéticos o eléctricos y de fenómenos radiactivos. En algunos casos dichos métodos aprovechan campos o fenómenos naturales (gravedad, magnetismo terrestre, mareas, terremotos, tsunamis, etc.) y en otros son inducidos por el hombre (campos eléctricos y fenómenos sísmicos).

### Hidrogeología
La hidrogeología es la rama de la geología aplicada, dentro de la geodinámica externa, que estudia las aguas subterráneas en lo relacionado con su origen, su circulación, sus condicionamientos geológicos, su interacción con los suelos, rocas y humedales (freatogénicos); su estado (líquido, sólido y gaseoso) y propiedades (físicas, químicas, bacteriológicas y radiactivas) y su captación.
Los estudios hidrogeológicos son de especial interés no solo para la provisión de agua a la población sino también para entender el ciclo vital de ciertos elementos químicos, como así también para evaluar el ciclo de las sustancias contaminantes, su movilidad, dispersión y la manera en que afectan al medio ambiente, por lo que esta especialidad se ha convertido en una ciencia básica para la evaluación de sistemas ambientales complejos.
El abordaje de las cuestiones hidrogeológicas abarcan: la evaluación de las condiciones climáticas de una región, su régimen pluviométrico, la composición química del agua, las características de las rocas como permeabilidad, porosidad, fisuración, su composición química, los rasgos geológicos y geotectónicos, es así que la investigación hidrogeológica implica, entre otras, tres temáticas principales:
- el estudio de las relaciones entre la geología, las cuevas y las aguas subterráneas;
- el estudio de los procesos que rigen los movimientos de las aguas subterráneas en el interior de las rocas y de los sedimentos;
- el estudio de la química de las aguas subterráneas (hidroquímica e hidrogeoquímica).

### Paleontología
La paleontología (del griego «παλαιος» palaios = antiguo, «οντο» onto = ser, «-λογία» -logía = tratado, estudio, ciencia) es la ciencia natural que estudia e interpreta el pasado de la vida sobre la Tierra a través de los fósiles. Se encuadra dentro de las ciencias naturales, posee un cuerpo de doctrina propio y comparte fundamentos y métodos con la geología y la biología con las que se integra estrechamente. Puede subdividirse en paleobiología, tafonomía y biocronología, e intercambia información necesaria con otras disciplinas (estudio de la evolución de los seres vivos, bioestratigrafía, paleogeografía o paleoclimatología, entre otras). 
Entre sus objetivos están, además de la reconstrucción de los seres vivos que vivieron en el pasado, el estudio de su origen, de sus cambios en el tiempo (evolución y filogenia), de las relaciones entre ellos y con su entorno (paleoecología, evolución de la biosfera), de su distribución espacial y migraciones (paleobiogeografía), de las extinciones, de los procesos de fosilización (tafonomía) o de la correlación y datación de las rocas que los contienen (bioestratigrafía).
La paleontología tuvo (y tiene) muchísima importancia al permitir entender que la Tierra y sus seres vivos están en constante cambio, los cuales se remontan muchos miles de millones de años en el pasado. Esta comprensión, desarrollada de la mano de los avances en el conocimiento de los procesos geológicos, motivó un cambio en la percepción del tiempo, dando origen al concepto de "tiempo profundo".
La paleontología permite entender la actual composición (biodiversidad) y distribución de los seres vivos sobre la Tierra (biogeografía) —antes de la intervención humana—, ha aportado pruebas indispensables para la solución de dos de las más grandes controversias científicas del pasado siglo, la evolución de los seres vivos y la deriva de los continentes, y, de cara a nuestro futuro, ofrece herramientas para el análisis de cómo los cambios climáticos pueden afectar al conjunto de la biosfera. Además, la paleontología, al generar conocimiento sobre etapas de la historia de la Tierra donde los ambientes y los seres vivos fueron muchas veces radicalmente diferentes a los que se observan hoy, permite desarrollar hipótesis o especular sobre el origen y la potencial presencia de vida en otros cuerpos celestes.

«La paleontología tiene la respuesta no sólo para reconstruir y describir la historia de la vida, sino también para explorar los procesos ecológicos que se desarrollan durante períodos de tiempo de dimensiones geológicas y, por lo tanto, inaccesibles a enfoques experimentales».
Lukas Hottinger, 1997

### Petrología
El petología (del griego Πέτρος [petros] 'piedra'; y λόγος [logos] 'estudio') o litología (del griego λίθος [litos] 'piedra') es la rama de la geología que se ocupa del estudio de las rocas, de sus propiedades físicas, químicas, mineralógicas, espaciales y cronológicas, de las asociaciones rocosas y de los procesos responsables de su formación. Es considerada una de las principales ramas de la geología.
El estudio de la petrología de sedimentos y de rocas sedimentarias se conoce como petrología sedimentaria. La petrografía, disciplina relacionada, trata de la descripción y las características de las rocas determinadas por examen microscópico con luz polarizada.

### Sismología
La sismología o seismología (del griego σεισμός (seismós) que significa "sismo" y λογία (logia), "estudio de") es una rama de la geofísica que se encarga del estudio de terremotos y la propagación de las ondas elásticas (sísmicas) que se generan en el interior y la superficie de la Tierra, asimismo de las placas tectónicas. Estudiar la propagación de las ondas sísmicas incluye la determinación del hipocentro (o foco), la localización del sismo y el tiempo que este haya durado. Un fenómeno que también es de interés es el proceso de ruptura de rocas, ya que este es causante de la liberación de ondas sísmicas.
Sus principales objetivos son: 
- El estudio de la propagación de las ondas sísmicas por el interior de la Tierra a fin de conocer su estructura interna;
- El estudio de las causas que dan origen a los temblores;
- La prevención del daño sísmico;
- Alertar a la sociedad sobre los posibles daños en la región determinada.

La sismología incluye, entre otros fenómenos, el estudio de maremotos y marejadas asociadas (tsunamis) y vibraciones previas a erupciones volcánicas. En general los terremotos se originan en los límites de placas tectónicas y son producto de la acumulación de tensiones por interacciones entre dos o más placas. Las placas tectónicas (placas litosféricas) son una unidad estructural rígida, con un espesor de 100 km aproximadamente, que constituye la capa esférica superficial de la tierra, según la teoría de la tectónica de placas (esta teoría explica la particularísima distribución, en zonas alargadas y estrechas, de terremotos, volcanes y cordilleras; así mismo, la causa de la deriva continental).

### Tectónica
La tectónica (del latín «tectonicus», del griego antiguo τεκτονικός (tektonikós), «el que construye») es la rama de la geología que estudia las estructuras geológicas producidas por deformación de la corteza terrestre, las que las rocas adquieren después de haberse formado, así como los procesos que las originan. 

### Vulcanología
La vulcanología (de la palabra latina Vulcānus, Vulcano, el dios romano del fuego) es la rama de la geología que estudia el vulcanismo y todas sus manifestaciones, como volcanes, géiseres, fumarolas, erupciones volcánicas, magmas, lavas, tefras, etc.. Los vulcanólogos —los geólogos especialistas en esta rama, relacionada con la geodinámica y la geomorfología— visitan frecuentemente los volcanes terrestres, en especial los que están activos, para observar las erupciones y recoger restos volcánicos como la tefra (ceniza o piedra pómez), rocas y muestras de lava.
Una vía de investigación mayoritaria es la predicción de las erupciones; actualmente no hay manera de realizar dichas predicciones, sin embargo lo que se realiza es el monitoreo de la actividad a través de diversas técnicas y herramientas con instrumentación tanto en el lugar como percepción remota. Algunos ejemplos son el monitoreo sísmico, análisis de infrasonido, emisión de plumas, deformación de la estructura, análisis de emisiones difusas y manifestaciones termales, entre otros,  lo que permite poder activar protocolos de protección civil, los cuales van desde emitir alertas de actividad y restricción de acceso, hasta desalojar las áreas de posible afectación según los mapas de peligros. 

## Departamentos o cátedras de la carrera de ciencias geológicas
La geología comprende distintas ciencias o disciplinas, que configuran los planes formativos educativos universitarios o profesionales. Debido a la gran diversidad de disciplinas o ciencias geológicas, estas se agrupan en distintas unidades de enseñanza independientes, donde se lleva a cabo una mejor organización modular de la propia enseñanza e investigación de la Geología sobre las distintas ciencias que comprende. Una de las estructuras generales en como se componen estos departamentos, es:
- Dpto. de Cristalografía y Mineralogía (incluye mineralogía de las gemas)
- Dpto. de Estratigrafía y Sedimentología
- Dpto. de Geodinámica. Que se subdivide, a su vez en:
  - Geodinámica Interna (geología estructural, geología histórica, tectónica; geofísica y sismología)
  - Geodinámica Externa (geomorfología, hidrogeología y geotecnia; geología económica y del petróleo)
- Dpto. de Paleontología
- Dpto. de Petrología y Geoquímica (incluye vulcanología y geología planetaria)

## Geólogos

Mente et malleo, «Con la mente y el martillo», lema internacional de los geólogos

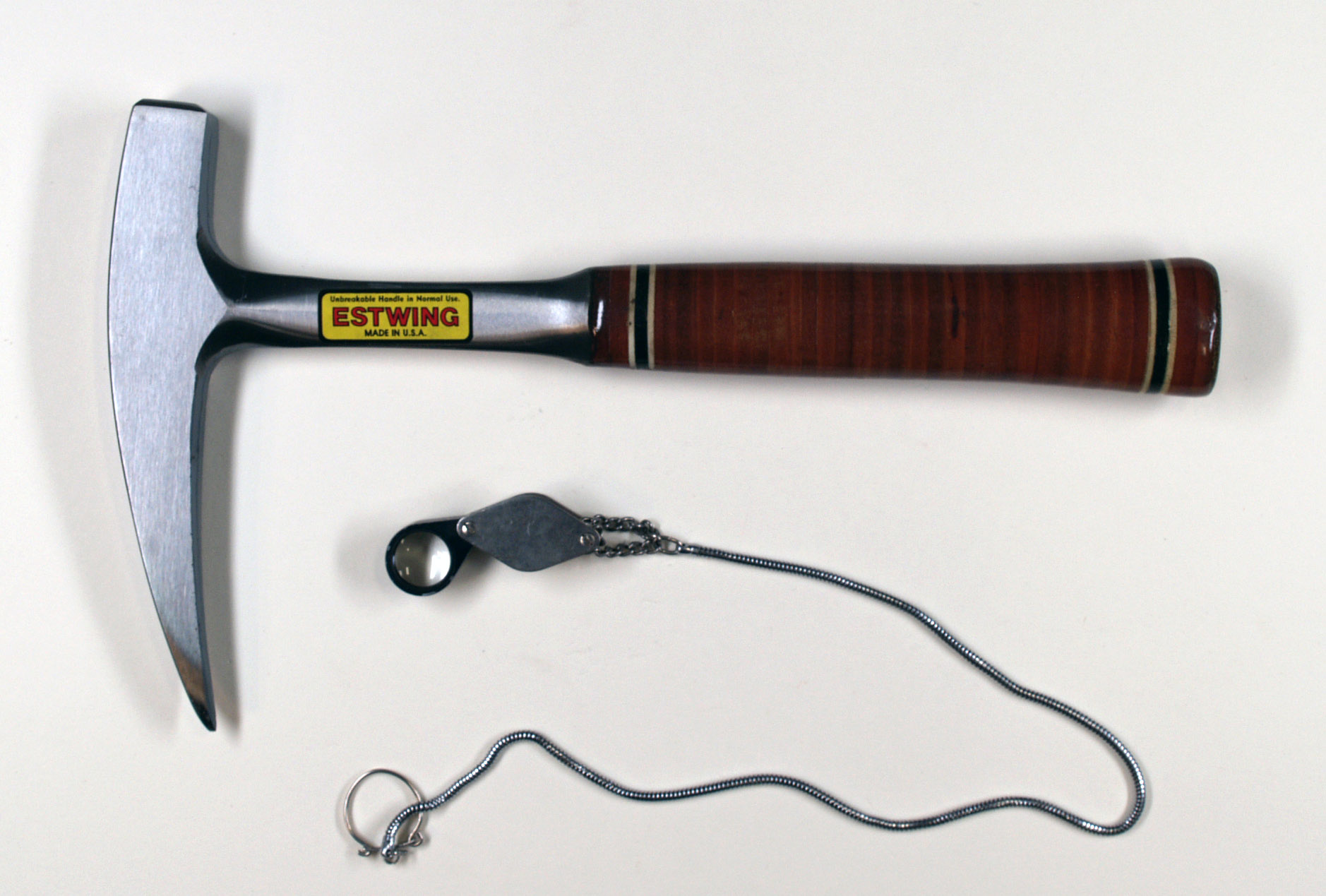
Herramientas de geólogo: martillo y lupa.

Un geólogo es un especialista y profesional en el estudio, observación o experimentación relacionados con la Tierra, su composición, estructura, dinámica, origen y evolución. En su trabajo profesional debe aplicar los principios de la geoética.
Un geólogo se destaca por poseer las siguientes competencias:
- Realiza estudios petrográficos y análisis químicos para determinar el origen, composición y evolución de las rocas.
- Establece la estratigrafía de una región y realiza el análisis estructural para establecer el orden genético de las unidades geológicas en una región y para definir tanto las macro-estructuras como las microestructuras, con el fin de describir la evolución tectónica de dicha región.
- Elabora la geomorfología, morfometría y morfotectónica para establecer las formas del relieve de una región, y los factores que las formaron que le permitan identificar las áreas de mayor energía, límites de cuencas, erodabilidad y desarrollar su actividad profesional con un sentido de servicio a la sociedad y con apego a su calidad y apego profesional.
- Efectúa estudios geoquímicos y geofísicos para determinar tanto el contenido de especies iónicas en aguas superficiales, subterráneas, hidrotermales, como la composición química de rocas, y sus aplicaciones en evolución geoquímica de aguas naturales y en prospección mineral. Determina las propiedades físicas de la corteza terrestre, el profesional se mantiene crítico ante el avance científico y el desarrollo de su entorno.
- Diseña estudios de prospección y exploración de minerales realiza análisis para determinar áreas con posibilidades de depósitos minerales, y la cuantificación. Las técnicas y las determinaciones de parámetros son: muestras tomadas, km² explorados, metros perforados, eficiencia de la perforación, ley de las muestras ensayadas y costos unitarios.
- Elabora estudios de aguas subterráneas y calidad del agua, define el proceso o procesos económicos necesarios para definir los depósitos, extraer y administrar los recursos hídricos del subsuelo con respeto así mismo, a los demás y al medio ambiente.
- Diseña estudios geotécnicos para conocer las propiedades físicas de suelos y rocas para determinar zonas de riesgo o problemas de subsidencia y fallamiento activo.
- Realiza la planeación, diseño y desarrollo de proyectos geológicos para planear, diseñar y desarrollar estudios de geología general y aplicada, las cuales resolverán problemas específicos o se realizarán tareas determinadas dentro de un proceso u operación unitarias.[69]